# Macroglenes brevicornis
Macroglenes brevicornis är en stekelart som först beskrevs av Christian Gottfried Daniel Nees von Esenbeck 1834.  Macroglenes brevicornis ingår i släktet Macroglenes och familjen puppglanssteklar. Inga underarter finns listade i Catalogue of Life.